# 喬安妮·史特布比
喬安妮·史特布比（1946年6月11日—）為美國生物化學家、麻省理工學院化學系與生物學系榮譽教授（2017年退休），研究主題為核糖核苷酸還原酶等多種酵素的結構、功能與反應機理，2008年獲頒美國國家科學獎章。

## 生平
喬安妮·史特布比於1946年生於伊利諾州香檳，1968年自宾夕法尼亚大学獲學士學位（主修化學），大學時期在Edward R. Thornton實驗室參與研究，1971年自加利福尼亞大學柏克萊分校獲有機化學博士學位，指導教授為喬治·L·肯尼恩（George L. Kenyon）。1971年－1972年她在加利福尼亞大學洛杉磯分校朱利叶斯·里贝克的實驗室進行短期的博士後研究，研究以色氨酸合成麥角酸二乙醯胺（LSD）的反應。1972年－1977年史特布比任教於威廉姆斯学院，但後來發覺自己志不在教學，乃至布蘭戴斯大學羅伯特·埃伯利斯實驗室進行第二段博士後研究，主題為酶抑制劑。
1977年－1980年史特布比於耶魯醫學院藥學系擔任助理教授，1980年任威斯康星大學麥迪遜分校生物化學系助理教授，1985年升為正教授；1987年史特布比任麻省理工學院化學系教授，為該系第一個得到終身教職的女性教授，並於1990年獲同校生物學系合聘。2009年史特布比因「對核糖核苷酸還原酶作用機制開創性的貢獻，精巧地利用化學技術解答生物學問題」而獲頒美國國家科學獎章。2017年史特布比自麻省理工學院退休。

## 研究
喬安妮·史特布比共發表了超過300篇學術論文，其研究結果闡明了許多種酵素的反應機構，她早年的研究結果解開了烯醇化酶與丙酮酸激酶（皆為糖酵解所需的酵素）的反應機構，且為使用光譜儀解析酵素與受質交互作用的先驅。後來史特布比以核糖核苷酸還原酶為主要研究領域，研究此酵素將核苷酸轉為脱氧核苷酸的機制。此外史特布比的研究主題還包括抗生素博來黴素的結構與作用機理、細菌合成聚羥基丁酸酯（PHA）的機制、設計DNA修復酵素的自殺性抑制物等。

## 個人生活
喬安妮·史特布比的父母均為教師，因此她曾打算也以教師為業。因她做實驗時工時很長，史特布比曾在研究室放置一張床以便休息。史特布比還養有一隻寵物狗，名為"Dr. McEnzyme Stubbe"，在其實驗室網站上被列為實驗室的成員之一。

## 榮譽
- 辉瑞酶化学奖（1986年）[3]
- 麻省理工學院教學獎（1990年）[7]
- 美国文理科学院院士（1991年）[16]
- 美国国家科学院生化組院士（1992年）[17][18]
- 美国化学学会亞瑟·科普學者獎（1993年）[19]
- 美国化学学会亞佛雷德鮑爾生物無機化學與生物有機化學獎（1997年）[20]
- 美国化学学会弗兰克·阿尔伯特·科顿傑出化學研究獎（1998年） [21]
- 美國哲學會會士（2004年）[22]
- 雷普里根化學與生物學獎（英语：Repligen Corporation Award in Chemistry of Biological Processes）（2004年）[23]
- 约翰·斯科特奖章（英语：John Scott Medal）（2005年）[24]
- 美国国家科学院化學獎（2008年）[25]
- 科克伍德獎章（2008年）[26]
- 美国化学学会中西獎（2009年）[27]
- 美国国家科学奖章（2008年）[8][9]
- 蘇黎世聯邦理工學院普雷洛格獎章（2009年）[28]
- 富蘭克林研究所化學獎（2010年）[29]
- 威爾許化學獎（2010年）[30]
- 穆瑞·古德曼紀念獎（英语：Murray Goodman Memorial Prize）（2010年）[31]
- 哈佛大學榮譽博士（2013年）[14]
- 賓州大學化學系傑出校友獎（2014年）[32]
- 美国化学学会萊姆森獎（英语：Remsen Award）（2015年）[33]
- 珀尔·迈斯特·格林加德獎（英语：Pearl Meister Greengard Prize）（2017年）[34][35]
- 美国化学学会普利斯特里奖（2020年）[36][37]